# Travelling Matte
Travelling Matte és una tècnica d'efecte visual amb l'ús del Matte utilitzada en la producció audiovisual i d'efectes especials.
Des dels inicis del cinema, els cineastes buscaven noves maneres de narrar històries a través de la formulació d'espais surrealistes i fantàstics, però la falta de producció i recursos feia impossible la creació d'edificacions i paisatges tridimensionals. És per això que comencen a formular tècniques que permetessin la unió d'imatges amb els actors en una mateixa tira de cel·luloide, tot i haver estat filmat en diferents localitzacions, el que permetia una major llibertat a l'hora de crear. Tot i la facilitat que suposava la suma dels dos metratges (al ser un procés purament físic), era un procés ambigu i amb facilitat al fracàs, sobretot per l'aspecte translúcid en el que quedaven els actors sota la imatge de fons.

## Funcionament
El travelling Matte requereix que el lloc on es filma el primer terme tingui propietats similars (mida, forma i posició) al fons filmat que es vulgui enganxar, i així crear l'efecte de manera fructuosa. A part d'això, també hem de tenir en compte els següent procés:
El matte anomenat "mascle"(A), on es filma la silueta negra de l'actor (sobre un fons transparent), es posa a sobre dels fons desitjats, i ambdues imatges s'imprimeixen juntes per obtenir una tira de pel·lícula (B) on només la part que pertany al matte principal ha estat exposat. És aquí on es filma un altre carret "femella" (C) on aparegui tot negre a excepció de la forma i mida del actor en qüestió. Aquest es posa sobre el fons (B) i per tant, un cop revelada la tira, obtindrem una combinació de tots tres termes.
El fons de la imatge pot ser fix al llarg de la filmació, però els dos dedicats a la filmació del subjecte hauran d'anar canviant cada cop que l'actor es mogui.

## Composició i procés
Tot i la teoria senzilla de composició de Travelling Mattes (al final es tracta d'un procés de filmació i unió entre exposicions), el seu procés requereix rigorositat i professionalitat per aconseguir resultats exitosos. Qualsevol diferència de límit o marge pot provocar línies visibles negres i altres imperfeccions.
En nombre d'elements que s'han de tenir al cap a l'hora de dur a terme una imatge composta és un dels factors més complicats de la impressió òptica. Les composicions de travelling matte consten de tres colors pel procés de diferenciació, i cadascuna ha de ser impresa amb la quantitat idònia de llum blava, vermella o verda. Ja hem mencionat que en aquesta tècnica és essencial l'ús de dos mattes (A + C) i la imatge del fons. Això implica molts materials diferents per una sola escena, i seran encara més si volem filmar més d'un element.

### Un cas exemplar: Star Wars
Bert Terreri va ser qui va realitzar el seguiment de totes les escenes amb efectes visuals com el Travelling Matte a La Guerra de Les Galàxies (1977), una producció a gran escala, amb moltes escenes de múltiples elements simultanis, que requeria el lideratge d'un professional. El que ara és el supervisor d'efectes visuals de l'estudi d'animació Rythm and Hues comenta el següent: 
"Havien produït milers de trossos de pel·lícula i ningú sabia on estaven tots. Em vaig passar sis mesos rastrejant totes aquestes tires diferents de cel·luloide i preparant-les perquè la impressora òptica pogués unir-les".
Els supervisadors d'aquests efectos òptics s'encarrèguen, sobre tot, en identificar i etiquetar els diversos elements vigilar la seva preparació i transferir la informació adient a l'operador de l'impressora (procés anomenat alineació).

### Preses estàtiques i en moviment
Aconseguir que una presa d'imatge composta resulti de manera correcte, tots els elements (filmats i construïts en diferent temps-espai) han de poder mimetitzar-se el màxim possible, amb unes mesures quasi exactes. És per això que s'ha de vigilar qualsevol moviment que aparegui en l'element filmat, ja que pot provocar un resultat poc nític i per tant, una pèrdua de l'il·lusió òptica.
Per a fer la feina més fàcil per l'equip de producció, les filmacions són habitualment grabades amb càmeres "bloquejades" que eviten qualsevol tipus de moviment, o també trobem càmeres especialitzades en el control del moviment, per això poder tenir la oportunitat de replicar el mateix índex de moviment en les altres filmacions.
Entre les poques empreses de Hollywood que segueixi utilitzant les impressions òptiques trobem Fantasy II Film Effects, els quals afirmen que usen el mètode de manera regular en un moment en què el procés ja ha perdut popularitat. Gene Warren, l'actual propietari de la marca comenta que "Una de les preses de seguiment més difícils que hem fet va ser per Drácula de Bram Stoker (1992). Hi havia una seqüència en què el carruatge que portava a Keanu Reeves s'aproximava al castell de Dràcula, i Keanu havia de mirar per la finestra del carruatge i veure unes grans flames blaves en la distància. Desafortunadament, la càmera que es va utilitzar en aquesta presa estava muntada en el carruatge, i la imatge botava contínuament. D'alguna manera vam haver de compondre una presa constant d'unes flames blaves en un plànol que es movia de forma bastant dramàtica."
Va començar a estudiar a fons el film amb la finalitat de trobar un element que pogués servir com a el marcador entre les imatges, com un seguiment. "La presa es va rodar de nit i era molt fosca, però vaig trobar un petit còdol al lluny que rebia llum. Aquest va ser el punt que vaig utilitzar per considerar el moviment de la presa." La primera prova va seguir la següent metodologia: Cada cinc fotogrames va anar mesurant la posició del còdol i així poder identificar els moviments base de la càmera; el procés va durar un total de 55 fotogrames i es van transcriure en coordenades nord,sud,est i oest (direccionalitat) i, per tant, es va decidir desplaçar la flama cada 5 fotogrames. "Vaig estudiar acuradament cada prova, i per a cada fotograma vaig anotar si les flames havien d'anar una mica més cap al nord, al sud, a l'est o a l'oest, amb relació al còdol. Vaig repetir aquesta tasca una vegada i una altra, refinant els moviments cada vegada una mica més. Finalment tens a veure la pel·lícula projectada en una pantalla gran, perquè mirant la pel·lícula en una petita moviola no pots percebre petits moviments, però en la pantalla gran, la flama encara podria semblar que es mou 30 centímetres d'esquerra a dreta!"
Després de múltiples proves (35 preses en blanc i negre) va trobar aquella on els elements semblen pertànyer a un mateix fons. Es va configurar a color i, després de 2 setmanes de treball, els 2 segons d'escena que suposava aquest experiment van ser mesclats de manera correcta.

### Refinament de la composició
Un cop totes les proves possibles s'han dit a terme, i per a poder garantir que absolutament tots els elements presents en la imatge s'estan imprimint i unint de manera correcta, és necessari un refinament de l'aspecte definitiu de la composició. Implica, llavors, una revisió i afirmació que tots els colors de cada capa encaixi perfectament.
Warren ho explica així: "Vam compondre òpticament les preses de la seqüència de la batalla inicial de Terminator 2 (1991)", explica Warren. "Aquestes preses eren combinacions de paisatges en miniatura amb maquetes de tancs i màquines aèries i de preses d'acció real amb persones combatent. Tant els elements en miniatura com els d'escala real tenien foc, explosions i ràfegues làser esclatant. La nostra tasca era fer encaixar els elements, de manera que quan una gran bola de foc esclatava en un element, la qualitat de la llum en un altre element de la presa canviava en resposta, com si el foc estigués llançant llum a aquella part de l'escena".
Cada element, amb característiques lumíniques diferents havien de ser manipulades per fer que totes coincidissin.
"De vegades canviàvem lleugerament l'enfocament en els elements o tallàvem petits filtres per alterar la llum que arribava a una àrea petita de la pel·lícula. De vegades, el color d'un element havia de modificar-se de manera tan minuciosa que fins i tot el filtre més subtil era massa, i havíem d'imprimir una presa a mitja exposició amb el filtre dins, rebobinar i exposar-ho de nou sense filtre. La quantitat de treball que implica a fer preses com aquestes és immensa, i quan el director ho veu i demana que una cantonada sigui una mica més verda, has de tornar enrere i fer-ho tot de nou!".